# Escarpia
Una escarpia o alcayata es una pieza, normalmente de metal, con cabeza acodillada que se usa para sujetar un objeto sobre una pared o similar. En algunos lugares es conocida también como siete, por su forma.
La principal diferencia entre alcayatas y escarpias es el cuerpo: en el caso de la alcayata será liso y acabado en punta, de forma que se puede clavar directamente sobre la pared o el soporte al que queremos sujetar el objeto (madera u hormigón, generalmente). Las escarpias, por su parte, tienen el cuerpo roscado y requieren de la presencia previa de un taco, lo que les otorga mayor resistencia al peso. Además, el objeto al que sirven de sujeción deberá disponer de una hembrilla cerrada.

## Etimología
La palabra escarpia deriva del scalprum refiriéndose a un instrumento cortante, quizás del germánico, skarp (agudo).

## Uso

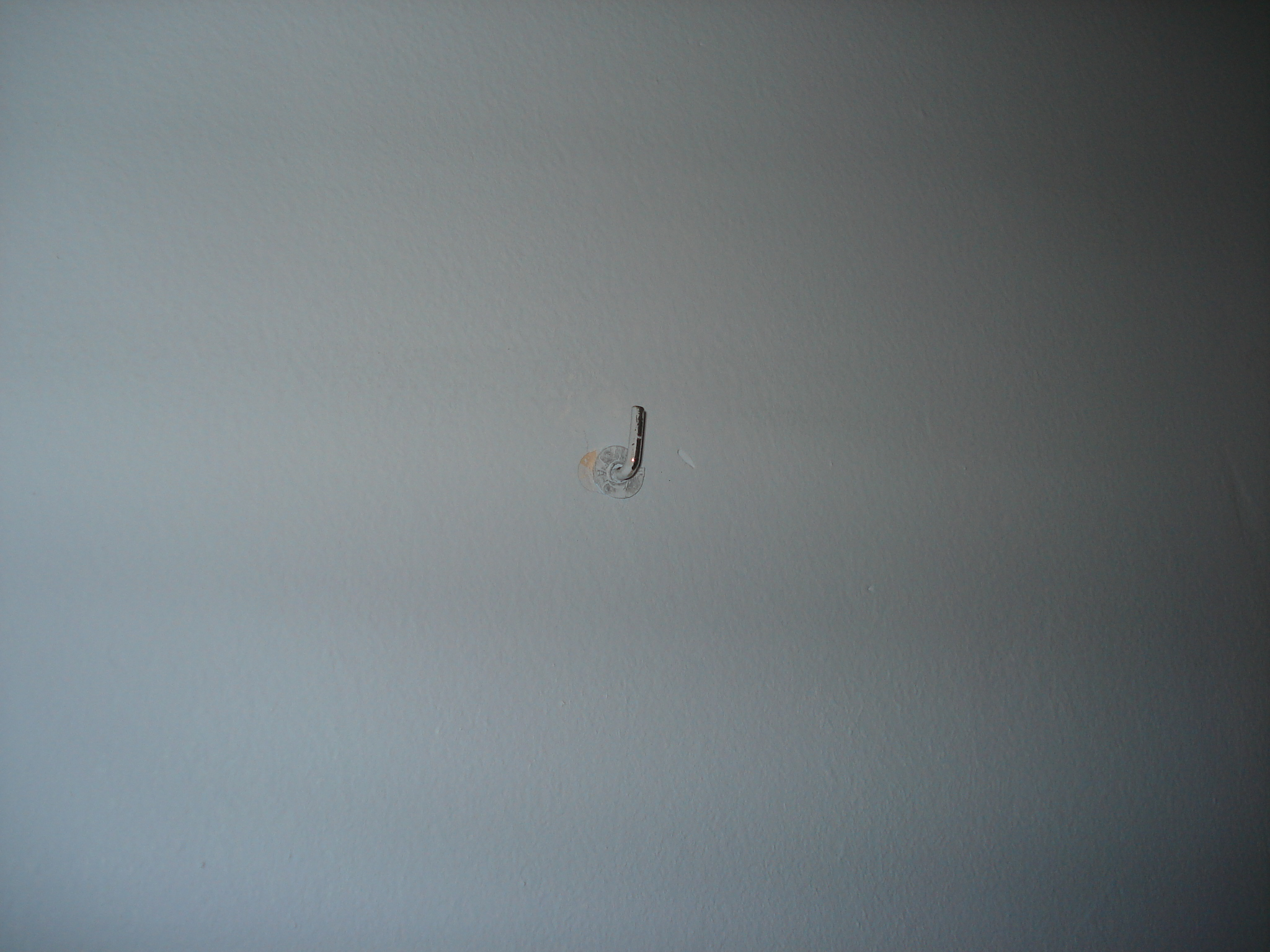
Escarpia dentro de espiche en una pared

Normalmente se usa sobre un boquete realizado en la superficie sobre la que se sujetará, enroscándose en un espiche, también conocido como taco o tarugo.